# Haruo Satō
Pour les articles homonymes, voir Sato.
Haruo Satō (japonais 佐藤 春夫; 9 avril 1892 à Shingū, préfecture de Wakayama - 6 mai 1964 à Tokyo) est un poète, essayiste et écrivain japonais.
Satō est citoyen d'honneur de sa ville natale de Shingū.

## Biographie
Satō est issu d'une famille de médecins. Très vite il rejoint le cercle de poètes Myōjō autour de Akiko Yosano et de son mari Tekkan. Parce que Nagai Kafū enseigne à l'université Keiō, il s'y inscrit en 1910, mais la quitte prématurément. Comme le cercle de poètes, son œuvre se définit dès le début par le ton lyrique et romantique. Il se fait d'abord connaître avec son histoire de conte fantastique Supein inu no ie (1916, La Maison de l'épagneul).
Dans le récit Den'en no yūutsu (1919, Mornes saisons) et le roman thématique suivant Tokai no yūutsu (1922, Mélancolie urbaine), il dépeint la lassitude de la vie des intellectuels bourgeois. L'œuvre de Satō est principalement consacrée à la vie privée et à la lassitude des intellectuels. Les problèmes sociaux sont rarement abordés comme dans Baishōfu Mari (1924, Mari la prostituée).
Il était aussi le maître de Masuji Ibuse et Osamu Dazai. 

## Prix et distinctions
- 1949 Nihon Suiri Sakka Kyōkaishō (日本推理作家協会賞
- 1952 Prix Yomiuri
- 1960 Bunka kōrōsha

## Liste des œuvres traduites en français
- 1917-1919 : Mornes saisons (田園の憂鬱, Den'en no yūutsu), suivi de La Maison de l'épagneul (西班牙犬の家, Supein inu no ie), L'Empreinte (指紋, Shimon) et Clair de lune (月かげ, Tsukikage), quatre récits traduits par Vincent Portier, Les Belles Lettres, 2014.
- 1935 : Clair de lune sur la baie des hérons (Rokô no Gestsumei), dans Anthologie de nouvelles japonaises contemporaines (Tome II), nouvelle traduite par Jean-Noël Robert, Gallimard, 1989.

Par ailleurs, plusieurs de ses poèmes ont été traduits dans des anthologies parues en France.

## Source de la traduction
- (de) Cet article est partiellement ou en totalité issu de l’article de Wikipédia en allemand intitulé « Satō Haruo » (voir la liste des auteurs).